# فيض أباد (نصروان)
فيض أباد (بالفارسية: فیض‌آباد) هي قرية تقع في إيران في البلدة المركزية. يقدر عدد سكانها بـ 277 نسمة .